# Larb
El larb, a veces aparece como Laap, Larp o Laab (en tailandés: ลาบ, RTGS: lap, AFI: [lâːp]), es un plato muy popular en la cocina de Laos, se puede decir que es su plato nacional. Este plato es muy popular también en Tailandia, especialmente en la región noreste del país. Se trata de una ensalada de carne picada a base de pollo, vaca, pato o cerdo, saborizado con salsa de pescado y lima. El plato se suele decorar con hoja de menta, pimientos y verduras diversas. El plato suele servirse a temperatura ambiente junto con arroz glutinoso, una variante de este plato se denomina neu-ah nam tok ("vaca en cataratas") en la que la carne de vaca se corta en tiras en lugar de ser picada. 
- Datos: Q3052288
- Multimedia: Larb / Q3052288